# 강남 (서울)
강남(江南)은 서울특별시의 한 지역이다. 강남이라는 단어 자체는 서울특별시의 한강 이남 전역을 통틀어 일컫는 말이지만, 일반적으로는 그 중 강남구, 서초구, 송파구 3개구(강남 3구)를 주로 지칭한다. 강남이라는 이름이 정착되기 전에는 '영등포의 동쪽'이라는 의미로 영동(永東)이라는 말이 주로 사용되었다. 또한 강남3구 중 강남구와 서초구 2개구에 한해 강남 8학군, 신사역, 양재역, 신논현역, 강남역 또는 강남대로라는 말과 함께, 서울의 주요 번화가 중 하나인 서울 지하철 2호선 강남역 및 강남대로 주변에 형성된 강남 핵심 상권을 주로 지칭하기도 한다.
강남의 협의로는 강남역과 강남구의 삼성역 번화가 일대를 일컫기도 하는데, 부동산 시장에서 흔히 말하는 ‘강남 접근성 우수’, ‘강남 생활권’ 할 때의 강남은 강남구의 테북 (테헤란로를 기준하여 북쪽인 압구정, 청담동 등) 일대를 강조하기도 하며 강남대로와 테북권이 바로 명실상부한 강남의 노른자위라고 할 수 있다. 강남에 위치한 강남대로 강남역 일대 지역은 세계에서 임대료가 비싼 지역 순위 상위 10위에 오르기도 하였다.
교육 및 교통 분야의 경우 강남구와 서초구는 강남 8학군 및 4권역(동남1권), 송파구는 강동 6학군 및 3권역(동남2권)에 해당하는 학군 및 대중교통 운행라인이 편성되어 있다. 강남구의 학원가 일대로 잘 알려진 대치동은 상술한 8학군 지역에서도 진학률이 우수한 명문고와, 많은 학원들이 있어 부모들이 자녀 교육을 위해 대한민국에서 가장 선호하는 지역이기도 하다.

## 역사
좌측부터 서울 남부에 위치한 서초구 (1988년 강남구에서 분리 신설), 그리고 남동부에 위치한 강남구 (1975년 성동구에서 분리 신설) 및 송파구 (1988년 강동구에서 분리 신설) 일대는 과거에는 주민들이 대부분 농사를 지으며 살아가고, 포장된 도로가 없던 서울 주변의 전형적인 촌락에 머물러 있었다. 과거 서울의 전통적인 중심지역은 강북(江北)에 위치한 조선의 도읍이 있던 한성부 도성 안 지역으로, 오늘날 서울 도심이라 불리는 종로구와 중구 일대였다.
강남구와 잠실동과 신천동을 제외한 송파구와 서초구의 염곡동, 내곡동, 신원동 일원은 경기도 광주군에 속해 있었고 염곡동, 내곡동, 신원동 지역을 제외한 서초구 일원은 시흥군에 속해 있었으며, 송파구의 잠실동과 신천동은 고양군에 속해 있었다. 이들 지역은 1963년에 서울특별시에 편입된 후 경기도 광주군과 고양군에 속해 있었던 지역은 성동구의 관할 하에 있었고, 경기도 시흥군에 속해 있었던 지역은 영등포구의 관할 하에 있었다(1973년에 이 지역도 방배동을 제외하고 성동구로 편입된다.). 1964년 8월 말죽거리(양재역 일대)가 상업지구로 용도 지정됐다. 1966년 2월 22일 서울시는 편입된 한강 이남 지역에 10년에 걸쳐 12만 가구, 60만명을 수용한다는 내용의 '남서울 도시계획'을 승인 신청했다. 1966년 착공돼 1969년 완공된 제3한강교로 덕분에 강남은 서울 생활권에 편입된다. 북한 무장공작원의 청와대 습격 사건 1년 뒤인 1969년 한강 남쪽에 '제2서울' 건설 계획이 발표됐다.
1970년대 이후부터, 대한민국 정부의 주도 하에 주택지 · 업무 용지로 개발되면서 대규모의 도시계획이 이루어지고, 강북 지역과 이어지는 다리가 건설되면서 교통이 편리해졌다. 1975년에 성동구의 강 이남 지역 전체가 강남구로 분리되면서 강남이라는 지명이 정식으로 등장하였다. 1976년 경기고등학교를 시작으로 명문고가 이전하면서 '강남 8학군'이 조성됐다. 급격한 개발로 인구가 급증하자, 강남구의 탄천 동쪽 지역이 1979년에 강동구로 분리되었다. 1980년대에도 강남구와 강동구 지역의 성장은 더욱 가속화되어 인구가 크게 늘어났으며, 이로 인하여 1980년에는 이전까지 관악구 소속이었던 방배동이 강남구에 편입되고 상술하였듯 1988년에는 강남구에서 서초구가, 강동구에서 송파구가 분리 · 신설되어 현재에 이른다.
강남 개발은 1980년대 지하철 2·3호선의 개통과 더불어 완성됐다. 지하철은 사당·강남·양재 등 시외버스와 연결되는 지역 거점을 성장시켰다. 88 올림픽을 앞두고는 변방 국가의 발전상을 세계에 과시하기 위해 테헤란로 집중 개발 등 각종 개발 프로젝트가 진행됐다.
강남 지역은 본래 남서울, 또는 영등포의 동쪽이라는 의미에서 영동으로 불린 지역으로, 이는 강남이 강북을 중심으로했던 서울의 역사에서 가장 최근에 서울로 편입 된 것을 의미한다. ‘강남’이라는 말이 널리 쓰이게 된 것은, 1963년 서울시 행정구역이 확대되면서 성동구와 영등포구의 일부로 편입되었던 이 지역이 1975년 강남구로 분구되면서 부터이다.
하지만 한 논문에 의하면 강남은 단순히 ‘강남구’의 원 행정구역 경계를 가리키는말이 아니라고 한다. 예를 들면 이 논문에서는 본래 ‘강남구’의 일부였던 현 강동구는 강남에 확실히 속하지 않는다고 본다. 강남을 강남으로 만드는 것은 옛 행정구역이 아니라 그 공간의 정치적, 경제적, 문화적 의미와 특성이라고 논문 작성자는 주장한다.

오목한 지형으로 인해 집중호우가 심하게 발생하면 침수 피해가 크게 발생한다. 실제로 2011년 7월 한국 중부 집중호우 당시와 2022년 한국 중부 집중호우 당시 강남 지역이 크게 침수된 적이 있다.

## 대중문화
- 《강남엄마 따라잡기》 : SBS의 2007년작 드라마.
- 《강남스타일》 : 싸이의 2012년작 노래.
- 《강남 1970》 : 2015년작 영화.
- 《자이언트》 : 2010년작 드라마.

## 같이 보기
- 한강
- 강북 (서울)
- 서울특별시의 역사

## 주해
1. ↑  
  - Koo, Hagen (2022년 7월 15일). 《Privilege and Anxiety: The Korean Middle Class in the Global Era》 (영어). Ithaca, New York: Cornell University Press. doi:10.7591/cornell/9781501764912.001.0001. ISBN 978-1-5017-6492-9. OCLC 1295620078.: "Although not every area of Gangnam is affluent, its three core districts (Gangnamgu, Seochogu, and Songpagu) are definitely middle or upper middle class in terms of the residents’ economic status."
  - Jin, Min-ji (2023년 2월 11일). “How did Gangnam become the Seoul epicenter it is today?”. 《Korea JoongAng Daily》 (영어). 중앙일보. 2023년 2월 26일에 원본 문서에서 보존된 문서. 2023년 2월 26일에 확인함.: "The term Gangnam technically means south of the river, and refers to three districts in Seoul below the Han River: Gangnam, Seocho and Songpa."
  - Yang, Myungji (2018년 2월 7일). “The rise of 'Gangnam style': Manufacturing the urban middle class in Seoul, 1976–1996”. 《Urban Studies》 (영어) (SAGE Publishing) 55 (15): 3404–3420. doi:10.1177/0042098017748092. ISSN 0042-0980. JSTOR 26533030. S2CID 158677717.: "While Gangnam can be defined in different ways – from the narrowest, limited to just the administrative district of Gangnam-gu itself, to the broadest, which would encompass the whole area south of the Han River– I follow the conventional and common definition of Gangnam as an area composed of the three administrative units of Gangnam-gu, Seocho-gu, and Songpa-gu."
2. ↑  잠실동과 신천동은 1949년에 서울특별시에 편입되었다.

## 참고 자료
- 이세영 (2012년 4월 9일). “강남이라는 '상상의 공동체'”. 《한겨레21》. 905호.
- 이세영 (2012년 4월 9일). “강남 안의 '색다른 강남'”. 《한겨레21》. 905호.
- 김남일 (2012년 4월 9일). “고립된 좌파, 전선을 넓히다”. 《한겨레21》. 905호.